# Estanislao Struway
Estanislao Struway (25 de juny de 1968) és un exfutbolista paraguaià.

## Selecció del Paraguai
Fou més de setanta cops internacional i va formar part de l'equip paraguaià a la Copa del Món de 2002 i a cinc copes Amèrica: 1991, 1993, 1995, 1997 i 2001.